# Baronía de Molins de Rei

Escudo de los Requesens, barones de Molins de Rei.

La baronía de Molins de Rey era un señorío de la Corona de Aragón concedido por Alfonso V el Magnánimo en 1430 a Galcerán de Requesens, de la Casa de Requesens. Su nombre se refiere al municipio español de Molins de Rey, en la provincia de Barcelona. 
Su jurisdicción incluía además de Molins de Rey las parroquias de Santa Cruz de Olorde y Santa María del Vallvidrera. La cercanía geográfica de estos señoríos con los territorios de la Baronía de Martorell (luego, marquesado de Martorell), hace que con frecuencia se hable de ambos como de una sola baronía, perteneciente al linaje Requesens y que con el tiempo recaería sucesivamente en la casa de los Vélez, en la casa de Villafranca del Bierzo y la casa de Medina Sidonia.
Nunca existió la "baronía de Molins de Rey", como título nobiliario.